# Six Jours de Bendigo
Les Six Jours de Bendigo sont une course cycliste de six jours disputée à Bendigo, en Australie. Une seule édition a lieu en 1960.

## Palmarès
| Année | Vainqueur                 | Deuxième                | Troisième                    |
| ----- | ------------------------- | ----------------------- | ---------------------------- |
| 1960  | Vic Browne William Lawrie | Doug Adams Charly Walsh | Laurence Byers Richie Thomas |